# Вольтрон (фильм)
«Вольтро́н» (англ. Voltron) — будущий американский научно-фантастический боевик режиссёра Роусона Маршалла Тёрбера по сценарию, написанному в соавторстве с Эллен Шенман. Игровая адаптация анимационного телесериала «Вольтрон». Главные роли в фильме исполнили Дэниел Куинн-Тойе, Генри Кавилл, Стерлинг К. Браун, Рита Ора, Джон Харлан Ким, Алба Баптишта, Самсон Кайо, Таранья Таран, Лаура Гордон и Тим Гриффин.
Фильм распространяется кинокомпанией Amazon MGM.

## Сюжет
Действие происходит в будущем. Пять пилотируемых роботов-львов могут объединяться, чтобы создать совершенного человекоподобного робота Вольтрона для борьбы с инопланетными захватчиками.

## В ролях
- Дэниел Куинн-Тойе
- Генри Кавилл
- Стерлинг К. Браун
- Рита Ора
- Джон Харлан Ким
- Алба Баптишта
- Самсон Кайо
- Таранья Таран
- Лора Гордон
- Тим Гриффин

## Производство
В июле 2005 года продюсер Марк Гордон объявил о планах по созданию игровой экранизации франшизы «Вольтрон», Фарелл Уильямс напишет музыку для фильма. Разработка проекта финансировалась компанией Джима Янга Animus Films. В декабре 2006 года сценарист Энцо Марра закончил работу над сценарием для Гордона. В августе 2007 года продюсерская компания New Regency начала переговоры с The Mark Gordon Company об экранизации «Вольтрона». Интерес к фильму возрос после кассового успеха «Трансформеров», другого фильма с роботами, меняющими форму. Сценарий Марка был описан как «постапокалиптическая история в Нью-Йорке… [в которой] пятеро выживших после нападения инопланетян объединяются и управляют пятью роботами-львами, которые объединяются и образуют массивного Вольтрона с мечом, помогающего сражаться с захватчиками».
18 августа 2008 года компания Relativity Media начала в переговоры с New Regency о финансировании и производстве фильма, но с более скромным бюджетом, используя экономичные CGI-технологии, которые были использованы в фильме «300 спартанцев». Режиссёром стал Макс Маковски. По состоянию на конец августа 2008 года, фильм был назван Voltron: Defender of the Universe. Relativity должна была выпустить фильм в Северной Америке, а дистрибьюторский партнёр New Regency, 20th Century Fox, занялся бы международным прокатом. Но в это время Тед Коплар через свою продюсерскую компанию World Events (Коплар возглавил компанию в связи с ухудшением здоровья Питера Кифа; Киф умер в 2010 году в возрасте 57 лет) вёл судебную тяжбу с Toei Company Ltd. за права на фильм. По состоянию на ноябрь того же года за права на фильм велась судебная тяжба с Toei Company Ltd. 16 сентября 2010 года были опубликованы концепт-арты фильма. 8 марта 2011 года появилась информация, что Relativity Media и World Events вступили в тендерную войну за право снимать фильм. Томас Дин Доннелли и Джошуа Оппенгеймер вступили в сотрудничество по написанию сценария.
21 июля 2011 года компании Atlas Entertainment и Relativity Media объявили о том, что экранизируют «Вольтрона» для больших экранов. Дистрибьютором выступит Relativity Media. 30 июля 2015 года Relativity подала заявление о банкротстве после судебных исков и невыплат по кредитам, и права на фильм вернулись к Classic Media. 4 ноября 2016 года, через три месяца после завершения сделки по приобретению NBCUniversal материнской компании Classic Media, DreamWorks Animation, за 3,8 миллиарда долларов, было объявлено, что Universal Pictures и DreamWorks Animation снимут фильм, а Дэвид Хейтер напишет сценарий.
В марте 2022 года началась работа над игровым фильмом. Роусон Маршалл Тёрбер создал краткую историю, которая была предложена студиям для дальнейшего развития. Тёрбер станет режиссёром и напишет сценарий в соавторстве с Эллен Шэнман, Тодд Либерман, Дэвид Хоберман и Боб Коплар — продюсерами. В апреле студия Amazon MGM объявила, что ведёт переговоры о правах на дистрибуцию фильма. В октябре 2024 года на главную роль вместе с Генри Кавиллом был приглашён дебютант Дэниел Куинн-Тойе. В ноябре к актёрскому составу присоединились Стерлинг К. Браун, Рита Ора, Джон Харлан Ким, Алба Баптишта, Самсон Кайо, Таранья Таран, Лора Гордон и Тим Гриффин.
Основные съёмки начались в декабре 2024 года в Голд-Косте, Квинсленд, Австралия, на студии Village Roadshow. Съёмки завершились в апреле 2025 года.